# Daniel Ravier
Daniel Ravier (Lione, 17 marzo 1948) è un ex calciatore francese, di ruolo centrocampista.

## Carriera

### Nazionale
Ha collezionato due presenze con la propria Nazionale.

## Statistiche

### Cronologia presenze e reti in Nazionale
| Cronologia completa delle presenze e delle reti in nazionale ― Francia | Cronologia completa delle presenze e delle reti in nazionale ― Francia | Cronologia completa delle presenze e delle reti in nazionale ― Francia | Cronologia completa delle presenze e delle reti in nazionale ― Francia | Cronologia completa delle presenze e delle reti in nazionale ― Francia | Cronologia completa delle presenze e delle reti in nazionale ― Francia | Cronologia completa delle presenze e delle reti in nazionale ― Francia | Cronologia completa delle presenze e delle reti in nazionale ― Francia |
| Data                                                                   | Città                                                                  | In casa                                                                | Risultato                                                              | Ospiti                                                                 | Competizione                                                           | Reti                                                                   | Note                                                                   |
| ---------------------------------------------------------------------- | ---------------------------------------------------------------------- | ---------------------------------------------------------------------- | ---------------------------------------------------------------------- | ---------------------------------------------------------------------- | ---------------------------------------------------------------------- | ---------------------------------------------------------------------- | ---------------------------------------------------------------------- |
| 8-9-1973                                                               | Parigi                                                                 | Francia                                                                | 3 – 1                                                                  | Grecia                                                                 | Amichevole                                                             | -                                                                      |                                                                        |
| 21-11-1973                                                             | Parigi                                                                 | Francia                                                                | 3 – 0                                                                  | Danimarca                                                              | Amichevole                                                             | -                                                                      |                                                                        |
| Totale                                                                 |                                                                        | Presenze                                                               | 2                                                                      |                                                                        | Reti                                                                   | 0                                                                      |                                                                        |

## Palmarès

### Club

#### Competizioni nazionali
- Coppa di Francia: 1

Olympique Lione: 1972-1973
- Supercoppa francese: 1

Olympique Lione: 1973

#### Competizioni internazionali
- Coppa delle Alpi: 1

Stade Reims: 1977